# 荷蘭路

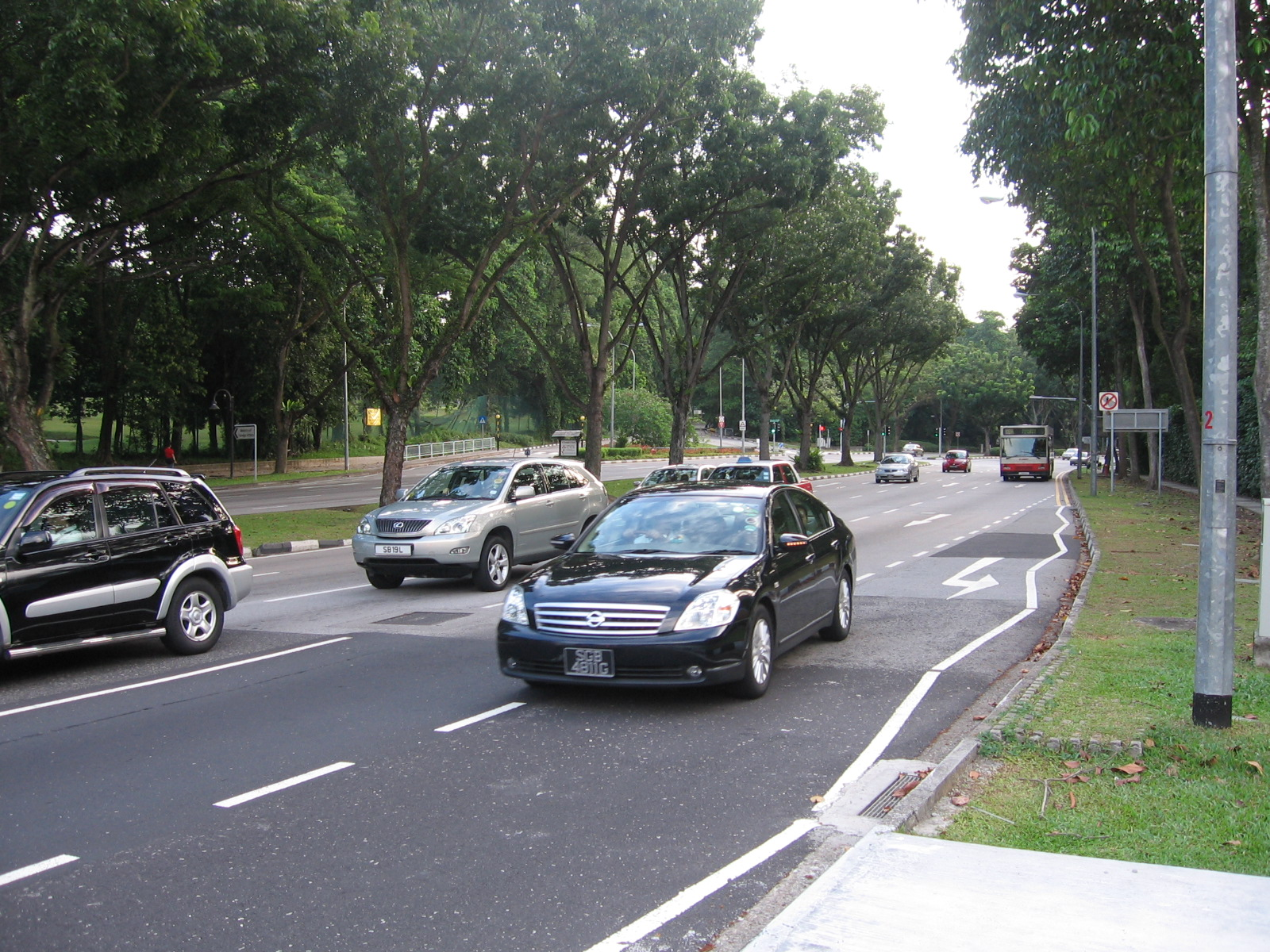
荷蘭路東行近新加坡植物园入口

荷蘭路（英語：Holland Road），新加坡武吉知馬轄下的一個分區，得名自同名道路。荷蘭路毗鄰荷蘭村，位於女皇镇及武吉知馬邊界的社區，以餐廳、咖啡廳及夜生活最為聞名。

## 詞源
荷蘭路和荷蘭村其實跟荷蘭沒有任何關係，而是取名自新加坡早期的一個建築師休·霍蘭德（Hugh Holland）。荷蘭路在當地福建話亦有hue hng au之稱，意思為花園後面。這裡的花園所指的是新加坡植物园。